# Yvan Bourgnon

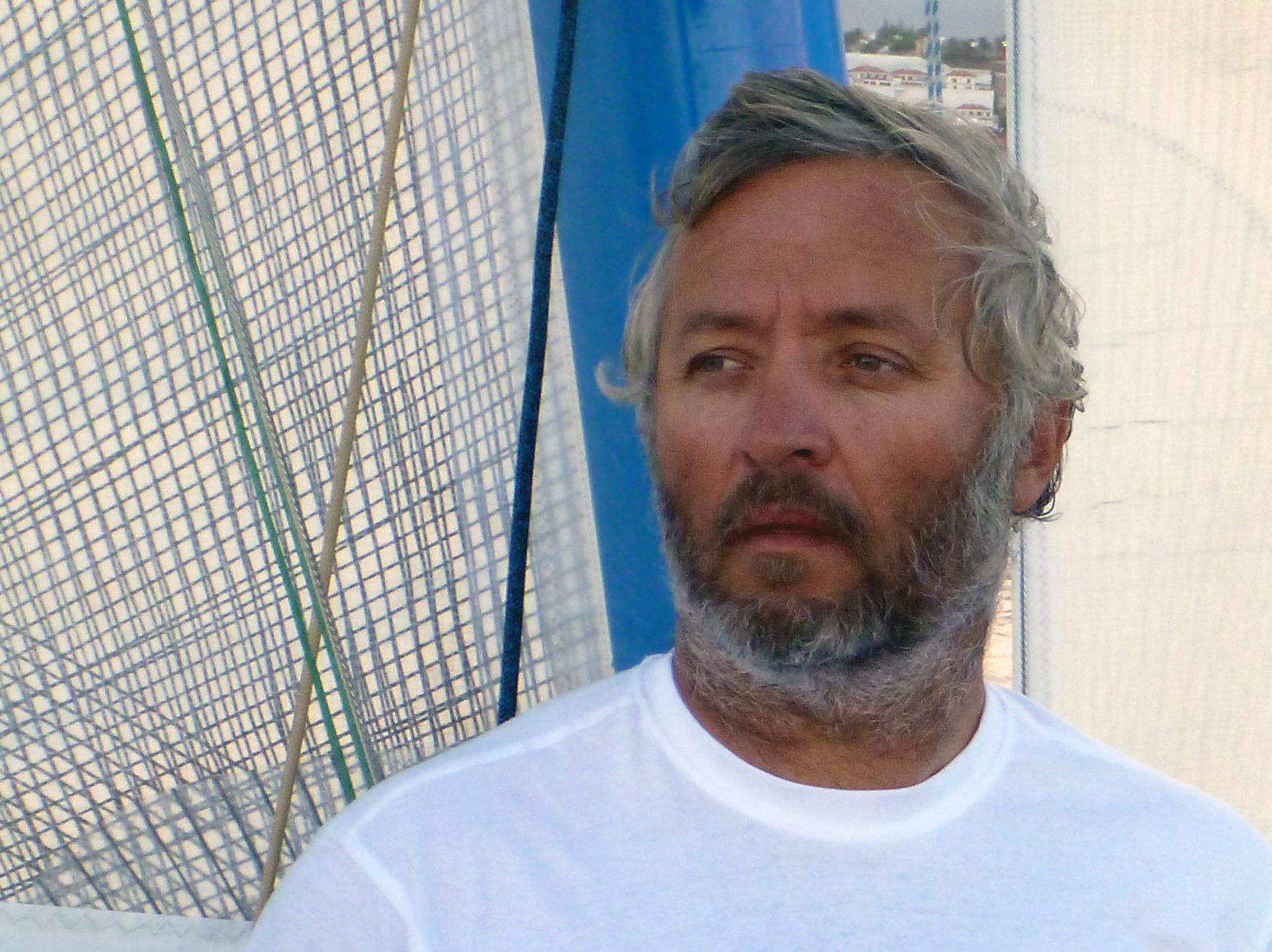
Yvan Bourgnon

Yvan Bourgnon (geb. 6. Juli 1971 in La Chaux-de-Fonds, Schweiz) ist ein französisch-schweizerischer Skipper und Gründer der Umweltschutzorganisation The Seacleaners.

## Biografie
Im Alter von acht Jahren unternahm Yvan Bourgnon mit seinen Eltern und seinem älteren Bruder Laurent eine Weltumsegelung, die fast vier Jahre dauerte.
30 Jahre später segelte er als erster Mensch auf einem Katamaran ohne Kajüte oder anderen Schutz sowie ohne GPS von 2013 bis 2015 um die Welt. Über den schlechten Zustand der Meere war er so entsetzt, dass er 2016 die Umweltschutzorganisation The SeaCleaners gründete.
Auf seiner Weltumseglung legte der Einhandsegler 55.000 km zurück, überquerte zwei Ozeane und machte 27 Zwischenstopps. Der Film „The Ocean Rider“ dokumentiert diese klassische Rekord-Weltumsegelung.
1997 siegte er auf dem Katamaran Primagaz bei der Regatta Transat Jacques-Vabre mit seinem Bruder Laurent.
2017 galt er als der erste Skipper, der die Nordwestpassage auf einem Einhand-Sportkatamaran ohne Kabine und sonstige Hilfsmittel absolvierte. Nach einer Reise über mehr als 7.500 Kilometern und einer Dauer von zwei Monaten auf dem Atlantischen und Pazifischen Ozean, auf der er die arktischen Inseln im hohen Norden Kanadas durchquerte, erreichte er die grönländische Hauptstadt Nuuk. Damit schloss er angeblich die Bimedia Challenge ab. 2022 stellte sich heraus, dass er über die Umstände der Passage gelogen hatte, sich von anderen Schiffen schleppen ließ, zwischendurch in Hotels übernachtete und Anekdoten über die Reise erfand. Ein Dokumentarfilmer, mit dem er zusammenarbeitete, verklagte ihn wegen des Betrugs.
Yvan Bourgnon hat mehrere Bücher über seine Segelabenteurer geschrieben.

## Privates
Bourgnon ist Vater von fünf Söhnen.

## Berichterstattung
- Segelreporter: Am liebsten würd’ ich bremsen!, 22. Juni 2015
- Yacht.de: Grenzgänger auf und unter dem Meer, 16. März 2018

## Bücher
- Yvan und Florence Bourgnon: Otage de la mer, 2003, ISBN 9782840989981
- Yvan Bourgnon: Gladiateur des mers, Arthaud, Paris 2016, ISBN 9782081331167
- Yvan Bourgnon: Conquérant des glaces, Arthaud, Paris 2018, ISBN 9782081445574
- Yvan Bourgnon: Fils de la mer – Une vie d'aventures, Arthaud, Paris 2020, ISBN 9782081445574

## Film
- The Ocean Rider, Regie: Sébastian Devrient, Carole Dechantre, Schweiz 2017.